# Veronica Lake
Veronica Lake, nome artístico de Constance Frances Marie Ockelman (Brooklyn, Nova Iorque, 14 de Novembro de 1922 - 7 de julho de 1973) foi uma atriz estadunidense famosa por seus papéis de mulher fatal em filmes noir com Alan Ladd durante os anos 40.

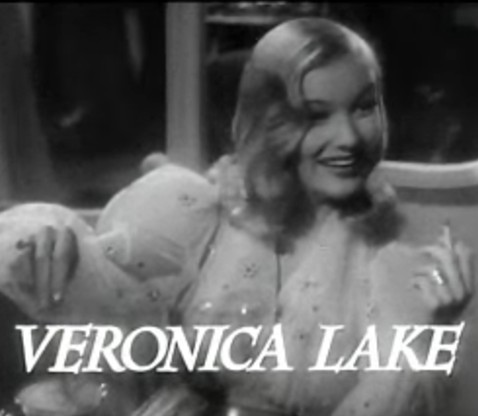
Veronica Lake em Sullivans Travels (1941)

Mudou-se para Hollywood com a mãe e o padrasto em 1938 e conseguiu seu primeiro papel no cinema no ano seguinte, usando o nome Constance Keane. Em 1941 passou a se chamar Veronica Lake e assinou contrato com a Paramount. Medindo pouco mais de 1m50, formou par romântico com o também baixinho Alan Ladd nos policiais Alma Torturada (1942), Capitulou Sorrindo (1942) e A Dália Azul (1946). Encarnou uma bruxa na comédia romântica Casei-me com uma Feiticeira (1942), dirigida por René Clair. Fez diversos filmes de baixa qualidade e teve sua carreira praticamente encerrada em 1949. Voltou às telas em 1966, num filme de suspense. Sua última aparição no cinema aconteceu no medonho filme de horror Flesh Feast (1970), no qual vive uma cientista e assina como produtora executiva. Faleceu três anos depois, em Burlington, Vermont, vítima de hepatite, aos 50 anos. A atriz serviu de inspiração para o personagem de desenho animado Jessica Rabbit do filme  "Uma Cilada para Roger Rabbit" (Who Framed Roger Rabbit).

## Filmografia
- Flesh Feast (1970)
- Footsteps in the Snow (1966)
- Stronghold (1951)
- Slattery's Hurricane (br: O furacão da vida) (1949)
- Isn't It Romantic? (br: Ama-me Esta Noite) (1948)
- The Sainted Sisters (1948)
- Saigon (1948)
- Ramrod (br: A Fúria Abrasadora) (1947)
- The Blue Dahlia (br: A Dália Azul) (1946)
- Miss Susie Slagle's (br: A Vida é uma Só) (1946)
- Hold That Blonde (br: Agarro esta Loura) (1945)
- Out of This World (br: Do Outro Mundo) (1945)
- Duffy's Tavern (br: A Taverna de Duffy) (1945)
- Bring on the Girls (1945)
- The Hour Before the Dawn (br: A Hora antes do amanhecer) (1944)
- So Proudly We Hail! (br: A Legião Branca) (1943)
- I Married a Witch (br: Casei-me com uma Feitiçeira) (1942)
- The Glass Key (br: Capitulou Sorrindo) (1942)
- This Gun for Hire (br: Alma Torturada) (1942)
- Sullivan's Travels (br: Contrastes Humanos) (1941)
- Hold Back the Dawn (br: A Porta de Ouro) (1941)
- I Wanted Wings (br: Revoada das Águias) (1941)
- 40 Little Mothers (1940)
- Young as You Feel (1940)
- All Women Have Secrets (1939)
- Dancing Co-Ed (1939)
- The Wrong Room (1939)
- Sorority House (1939)